# 밀로즈 게임스

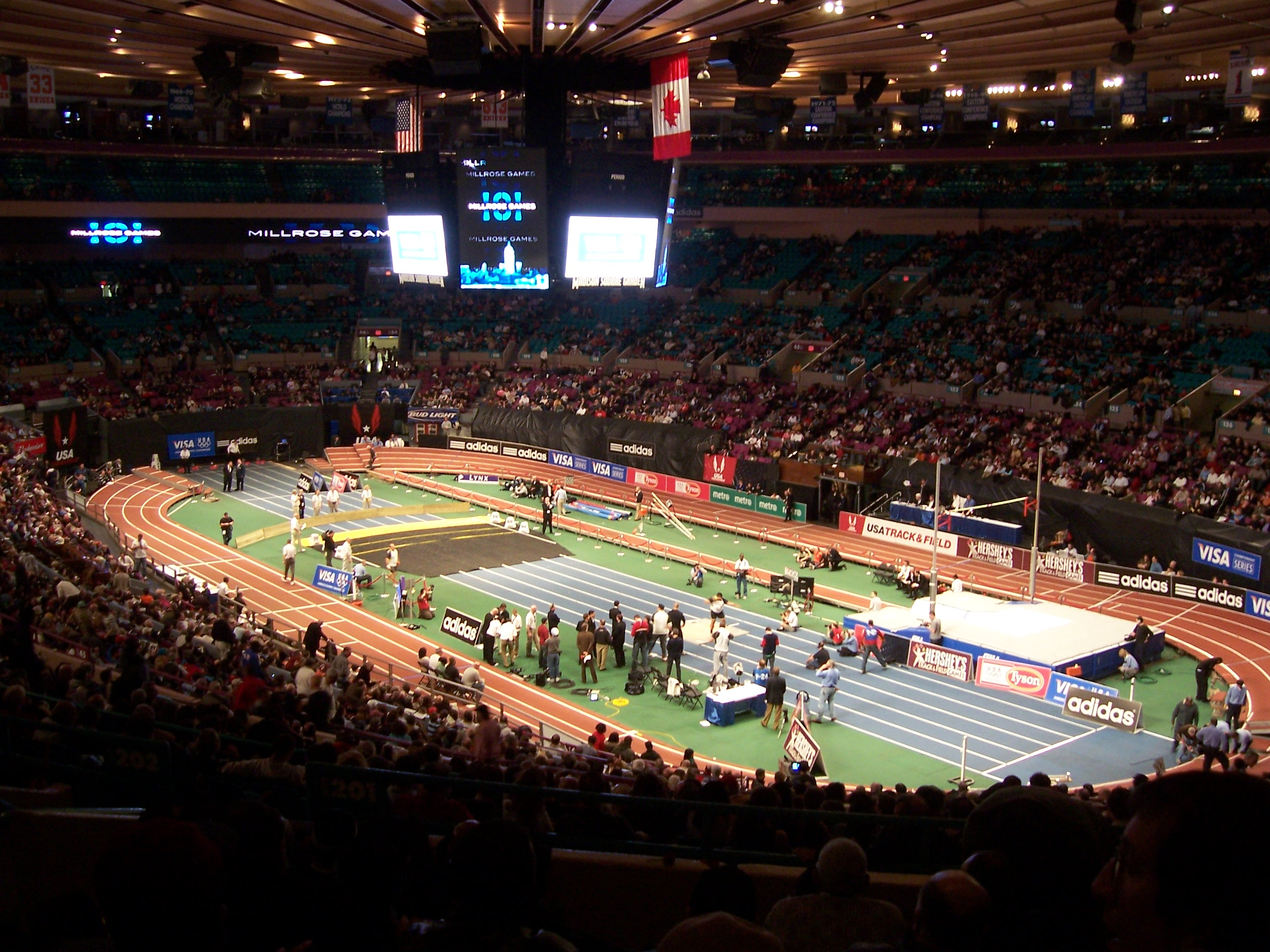
2008년 밀로즈 게임스

밀로즈 게임스(Millrose Games)는 매년 뉴욕에서 2월에 개최되는 실내 육상 경기 대회이다. 매디슨 스퀘어 가든에서 개최됐으며, 2012년부터는 Fort Washington Avenue Armory에서 개최된다.